# Сава Аранђел Честић
Сава Аранђел Честић (Офенбах на Мајни, 19. фебруар 2001) је српски фудбалер који тренутно наступа за Хераклес из Алмела. Игра на позицији одбрамбеног играча.

## Статистика

### Клупска
Ажурирано 17. новембра 2021.
|          |          |    |   |   |   |   |   |   |   |    |   |  |  |  |
| Келн II  | 2020/21. | 12 | 2 | — | — | — | — | — | — | 12 | 2 |  |  |  |
| Келн II  | 2021/22. | 12 | 0 | — | — | — | — | — | — | 12 | 0 |  |  |  |
| Келн II  | Укупно   | 24 | 2 | — | — | — | — | — | — | 24 | 2 |  |  |  |
|          |          |    |   |   |   |   |   |   |   |    |   |  |  |  |
| Келн     | 2020/21. | 11 | 0 | 0 | 0 | — | — | — | — | 11 | 0 |  |  |  |
| Келн     | 2021/22. | 0  | 0 | 0 | 0 | — | — | — | — | 0  | 0 |  |  |  |
| Келн     | Укупно   | 11 | 0 | — | — | — | — | — | — | 11 | 0 |  |  |  |
|          |          |    |   |   |   |   |   |   |   |    |   |  |  |  |
| Каријера | Каријера | 35 | 2 | 0 | 0 | — | — | — | — | 35 | 2 |  |  |  |
|          |          |    |   |   |   |   |   |   |   |    |   |  |  |  |

### Утакмице у дресу репрезентације
| Репрезентација Србије у узрасту до 16 година старости | Репрезентација Србије у узрасту до 16 година старости | Репрезентација Србије у узрасту до 16 година старости | Репрезентација Србије у узрасту до 16 година старости | Репрезентација Србије у узрасту до 16 година старости | Репрезентација Србије у узрасту до 16 година старости | Репрезентација Србије у узрасту до 16 година старости | Репрезентација Србије у узрасту до 16 година старости | Репрезентација Србије у узрасту до 16 година старости | Репрезентација Србије у узрасту до 16 година старости |
| #                                                     | Датум                                                 | Такмичење                                             | Локација                                              | Домаћин                                               | Резултат                                              | Гост                                                  | Гол                                                   | Реф.                                                  |                                                       |
| ----------------------------------------------------- | ----------------------------------------------------- | ----------------------------------------------------- | ----------------------------------------------------- | ----------------------------------------------------- | ----------------------------------------------------- | ----------------------------------------------------- | ----------------------------------------------------- | ----------------------------------------------------- | ----------------------------------------------------- |
| 1.                                                    | 26. фебруар 2017.                                     | Пријатељска утакмица                                  | Стадион Доња Сутвара, Радановићи                      | Црна Гора                                             | 0 : 1                                                 | Србија                                                |                                                       | [ 10 ]                                                |                                                       |
| 2.                                                    | 19. мај 2017.                                         | Меморијални турнир „Миљан Миљанић”                    | Кућа фудбала, Стара Пазова                            | Србија                                                | 1 : 1                                                 | Финска                                                |                                                       | [ 11 ]                                                |                                                       |
| 2                                                     | Укупан број утакмица и постигнутих погодака           | Укупан број утакмица и постигнутих погодака           | Укупан број утакмица и постигнутих погодака           | Укупан број утакмица и постигнутих погодака           | Укупан број утакмица и постигнутих погодака           | Укупан број утакмица и постигнутих погодака           | 0                                                     |                                                       |                                                       |

| Репрезентација Србије у узрасту до 18 година старости | Репрезентација Србије у узрасту до 18 година старости | Репрезентација Србије у узрасту до 18 година старости | Репрезентација Србије у узрасту до 18 година старости | Репрезентација Србије у узрасту до 18 година старости | Репрезентација Србије у узрасту до 18 година старости | Репрезентација Србије у узрасту до 18 година старости | Репрезентација Србије у узрасту до 18 година старости | Репрезентација Србије у узрасту до 18 година старости | Репрезентација Србије у узрасту до 18 година старости |
| #                                                     | Датум                                                 | Такмичење                                             | Локација                                              | Домаћин                                               | Резултат                                              | Гост                                                  | Гол                                                   | Реф.                                                  |                                                       |
| ----------------------------------------------------- | ----------------------------------------------------- | ----------------------------------------------------- | ----------------------------------------------------- | ----------------------------------------------------- | ----------------------------------------------------- | ----------------------------------------------------- | ----------------------------------------------------- | ----------------------------------------------------- | ----------------------------------------------------- |
| 1.                                                    | 7. септембар 2018.                                    | Пријатељска утакмица                                  | Стадион ФК Радник, Сурдулица                          | Србија                                                | 2 : 0                                                 | Северна Македонија                                    |                                                       | [ 12 ]                                                |                                                       |
| 2.                                                    | 18. новембар 2018.                                    | Пријатељска утакмица                                  | Стадион Чаир, Ниш                                     | Србија                                                | 2 : 0                                                 | Северна Македонија                                    |                                                       | [ 13 ]                                                |                                                       |
| 3.                                                    | 9. децембар 2018.                                     | Међународни турнир у Израелу                          | Стадион у Шефaиму                                     | Израел                                                | 2 : 1                                                 | Србија                                                |                                                       | [ 14 ]                                                |                                                       |
| 4.                                                    | 11. децембар 2018.                                    | Међународни турнир у Израелу                          | Шефајим, Израел                                       | Србија                                                | 1 : 1                                                 | Немачка                                               |                                                       | [ 15 ]                                                |                                                       |
| 4                                                     | Укупан број утакмица и постигнутих погодака           | Укупан број утакмица и постигнутих погодака           | Укупан број утакмица и постигнутих погодака           | Укупан број утакмица и постигнутих погодака           | Укупан број утакмица и постигнутих погодака           | Укупан број утакмица и постигнутих погодака           | 0                                                     |                                                       |                                                       |

| Репрезентација Србије у узрасту до 21 године старости | Репрезентација Србије у узрасту до 21 године старости | Репрезентација Србије у узрасту до 21 године старости | Репрезентација Србије у узрасту до 21 године старости | Репрезентација Србије у узрасту до 21 године старости | Репрезентација Србије у узрасту до 21 године старости | Репрезентација Србије у узрасту до 21 године старости | Репрезентација Србије у узрасту до 21 године старости | Репрезентација Србије у узрасту до 21 године старости | Репрезентација Србије у узрасту до 21 године старости |
| #                                                     | Датум                                                 | Такмичење                                             | Локација                                              | Домаћин                                               | Резултат                                              | Гост                                                  | Гол                                                   | Реф.                                                  |                                                       |
| ----------------------------------------------------- | ----------------------------------------------------- | ----------------------------------------------------- | ----------------------------------------------------- | ----------------------------------------------------- | ----------------------------------------------------- | ----------------------------------------------------- | ----------------------------------------------------- | ----------------------------------------------------- | ----------------------------------------------------- |
| 1.                                                    | 30. март 2021.                                        | Пријатељска утакмица                                  | Бахчешехир арена, Алања                               | Турска                                                | 0 : 1                                                 | Србија                                                |                                                       | [ 16 ]                                                |                                                       |
| 2.                                                    | 3. септембар 2021.                                    | Квалификације за Европско првенство                   | Кућа фудбала, Стара Пазова                            | Србија                                                | 0 : 1                                                 | Украјина                                              |                                                       | [ 17 ]                                                |                                                       |
| 3.                                                    | 7. септембар 2021.                                    | Квалификације за Европско првенство                   | Стадион Биљанини извори, Охрид                        | Северна Македонија                                    | 0 : 0                                                 | Србија                                                |                                                       | [ 18 ]                                                |                                                       |
| 4.                                                    | 16. новембар 2021.                                    | Квалификације за Европско првенство                   | Арена Лавов, Лавов                                    | Украјина                                              | 2 : 1                                                 | Србија                                                |                                                       | [ 19 ]                                                |                                                       |
| 4                                                     | Укупан број утакмица и постигнутих погодака           | Укупан број утакмица и постигнутих погодака           | Укупан број утакмица и постигнутих погодака           | Укупан број утакмица и постигнутих погодака           | Укупан број утакмица и постигнутих погодака           | Укупан број утакмица и постигнутих погодака           | 0                                                     |                                                       |                                                       |

| Репрезентација Србије | Репрезентација Србије                                                    | Репрезентација Србије                                                    | Репрезентација Србије                                                    | Репрезентација Србије                                                    | Репрезентација Србије                                                    | Репрезентација Србије                                                    | Репрезентација Србије | Репрезентација Србије | Репрезентација Србије |
| #                     | Датум                                                                    | Такмичење                                                                | Локација                                                                 | Домаћин                                                                  | Резултат                                                                 | Гост                                                                     | Гол                   | Реф.                  |                       |
| --------------------- | ------------------------------------------------------------------------ | ------------------------------------------------------------------------ | ------------------------------------------------------------------------ | ------------------------------------------------------------------------ | ------------------------------------------------------------------------ | ------------------------------------------------------------------------ | --------------------- | --------------------- | --------------------- |
| 1.                    | 7. јун 2021.                                                             | Пријатељска утакмица                                                     | Стадион у Микију, Префектура Хјого, Јапан                                | Србија                                                                   | 1 : 1                                                                    | Јамајка                                                                  |                       | [ 20 ]                |                       |
| 2.                    | 11. јун 2021.                                                            | Пријатељска утакмица                                                     | Стадион Мисаки Парк, Кобе                                                | Јапан                                                                    | 1 : 0                                                                    | Србија                                                                   |                       | [ 21 ]                |                       |
| 2                     | Укупан број утакмица, постигнутих погодака и минута проведених на терену | Укупан број утакмица, постигнутих погодака и минута проведених на терену | Укупан број утакмица, постигнутих погодака и минута проведених на терену | Укупан број утакмица, постигнутих погодака и минута проведених на терену | Укупан број утакмица, постигнутих погодака и минута проведених на терену | Укупан број утакмица, постигнутих погодака и минута проведених на терену | 0                     | [ 22 ]                |                       |